# Escola de Fígols
L'Escola de Fígols és una obra de Tremp (Pallars Jussà) protegida com a Bé Cultural d'Interès Local.

## Descripció
Edifici adossat a l'església parroquial de Sant Pere de Fígols, que consta de tres nivells d'alçat (pb + 2p) i està coberta a dues aigües. La façana principal denota certa manca de simetria en la seva composició. La planta baixa presenta dues portes i una finestra, situada al centre, i els pisos superiors dues finestres en cadascun, fruit de la transformació dels balcons originals. Les obertures estaven originàriament emmarcades fer franges llises de morter que sobresortien lleugerament del plom del mur. Aquestes mateixes franges recorrien horitzontalment la façana, traduint a l'exterior els forjats de l'edifici i emmarcaven també l'amplada del frontis. Destaca la porta principal, per ser la única obertura amb llinda d'arc rebaixat.